# Ferdinand Hirsch
Ferdinand Ludwig Richard Hirsch (født 22. april 1843 i Danzig, død 31. marts 1915) var en tysk historiker. Han var søn af Theodor Hirsch.
Hirsch tog den filosofiske doktorgrad i Berlin 1864, blev 1867 lærer vid Königstädtisches Realgymnasium sammesteds og senere titulær professor. Han forfattede blandt andet Das Herzogtum Benevent bis zum Untergange des longobardischen Reiches (1871), Byzantinische Studien (1876), Die ersten Anknüpfungen zwischen Brandenburg und Russland unter dem grossen Kurfürsten (2 band, 1885–86), Der österreichische Diplomat Franz von Lisola und seine Tätigkeit während des nordischen Krieges in den Jahren 1655–60 (i Sybels "Historische Zeitschrift", (1888), Der Winterfeldzug in Preussen 1678–79 (1897) og Brandenburg und England 1674–79 (2 bind, 1898–99). Ved siden heraf udgav han bind 11, 12, 18 og 19 af "Urkunden und Aktenstücke zur Geschichte des Kurfürsten Friedrich Wilhelm von Brandenburg" (1887, 1892, 1902, 1906) og "Das Tagebuch Dietrich Sigismund von Buchs 1674–83" (2 bind, 1904–05). Hirsch redigerede siden 1878 Historische Gesellschafts i Berlin tidsskrift ("Mitteilungen aus der historischen Litteratur") och var siden 1883 selskabets formand.